# Senato della Repubblica
Il Senato della Repubblica (spesso abbreviato semplicemente in Senato), nel sistema politico italiano, è un'assemblea legislativa che, unitamente alla Camera dei deputati, costituisce il Parlamento italiano. Le due camere del Parlamento si rapportano secondo un sistema bicamerale perfetto, cioè svolgono in pari grado le stesse funzioni, anche se separatamente.
La Costituzione italiana, in seguito alla riforma costituzionale del 1963, stabiliva che il numero dei membri elettivi del Senato della Repubblica fosse di 315, di cui, dopo la riforma costituzionale del 2001, 6 in rappresentanza degli italiani residenti all'estero; con la riforma costituzionale del 2020, tale numero è stato ridotto a 200, di cui 4 eletti nella circoscrizione Estero. Il mandato elettorale dei senatori elettivi coincide con la legislatura e dura pertanto 5 anni, salvo dimissioni anticipate del senatore o scioglimento anticipato delle Camere da parte del Presidente della Repubblica, sentita l'opinione dei loro presidenti.
In aggiunta ai senatori elettivi, fanno parte del Senato come senatori a vita gli ex Presidenti della Repubblica, di diritto e salvo rinunzia, e fino a cinque senatori di nomina presidenziale, ossia nominati autonomamente dal Presidente della Repubblica per altissimi meriti in campo sociale, scientifico, artistico e letterario. Al 8 luglio 2025, i senatori a vita in carica sono cinque, tutti di nomina presidenziale, cosicché il plenum dell'assemblea è pari a 205.

## Sede
La sede del Senato della Repubblica è Palazzo Madama, a Roma, dove si riunisce sin dalla sua nascita (1948). La stessa sede aveva ospitato il Senato del Regno fin dal 1871, poco dopo lo spostamento della capitale del Regno d'Italia a Roma; sedi precedenti del Senato del Regno furono Palazzo Madama a Torino (1861-1865) e la Galleria degli Uffizi, nell'area ove sorgeva il Teatro Mediceo a Firenze (1865-1871).

## Sistema di elezione
Fatti salvi i senatori a vita, i 200 componenti del Senato della Repubblica sono eletti a suffragio universale e diretto. L'elettorato attivo, ossia la possibilità di votare, è riconosciuto agli elettori che abbiano compiuto la maggiore età (fino all'entrata in vigore della legge costituzionale 1/2021 era necessario aver compiuto 25 anni di età), quello passivo, ossia la possibilità di essere eletti, agli elettori che abbiano compiuto quarant'anni.
L'articolo 57 della Costituzione stabilisce che l'elezione dei senatori avviene su base regionale in proporzione alla popolazione residente, ma riserva in ogni caso un seggio alla Valle d'Aosta, due al Molise e almeno tre (sette fino alla XIX legislatura) a ciascuna altra regione. Ciò determina alcune differenze fra il sistema elettorale vigente per il Senato e quello applicato alle elezioni della Camera dei Deputati.
Dal 1948 al 1993 per l'elezione dei senatori è stata in vigore una legge elettorale proporzionale di collegio: ciascuna regione era ripartita in collegi uninominali, nei quali concorreva un solo candidato per lista. Salvo casi eccezionali di candidati che avessero raggiunto il 65% dei voti, i seggi spettanti a ciascuna regione venivano attribuiti alle liste in proporzione ai voti ricevuti; nell'ambito di ciascuna lista risultavano eletti i candidati che, nel proprio collegio, avessero ottenuto le percentuali più elevate rispetto agli altri candidati della medesima lista negli altri collegi.
Dal 1993 e sino al 2005 l'elezione dei senatori è avvenuta in base a un sistema misto, regolato dalla legge Mattarella: tre quarti dei senatori erano eletti in collegi uninominali con sistema maggioritario. I seggi restanti venivano attribuiti alle liste in proporzione ai voti complessivamente ricevuti nella circoscrizione regionale, scorporando tuttavia i voti presi dai vincitori di collegio. Per la parte proporzionale, gli eletti nell'ambito di ciascuna lista venivano individuati tra i candidati sconfitti nei collegi uninominali che avessero ottenuto le percentuali più alte, secondo un sistema analogo a quello precedentemente in vigore.
Nel 2005 la legge Calderoli ha riformato le modalità di elezione dei senatori introducendo un sistema proporzionale con premio di maggioranza. In ciascuna regione, di norma almeno il 55% dei seggi spettanti era attribuito alla coalizione di liste che avesse preso più voti, e i seggi restanti ripartiti tra le altre coalizioni in proporzione ai voti presi. Nell'ambito di ciascuna lista risultavano eletti i candidati secondo l'ordine di lista, senza voto di preferenza. Apposite soglie di sbarramento escludevano dalla ripartizione dei seggi le liste con risultati elettorali modesti. La prima adozione della legge Calderoli è coincisa con quella della riforma costituzione del 2001 che ha riservato sei seggi agli italiani residenti all'estero.
Dopo la pronuncia di parziale incostituzionalità della legge Calderoli, dal 2017 è in vigore un nuovo sistema elettorale di tipo misto a prevalenza proporzionale: 116 senatori sono eletti con un sistema maggioritario nell'ambito di altrettanti collegi uninominali e 193 con un sistema proporzionale su base regionale. La soglia di sbarramento, determinata tuttavia su base nazionale, esclude dalla ripartizione dei seggi le liste che ottengano meno del 3% dei voti validi. Non è ammesso il voto di preferenza, cosicché i candidati sono eletti semplicemente secondo l'ordine con il quale compaiono nella lista, né il voto disgiunto, che invalida la scheda elettorale.

## Senatori a vita

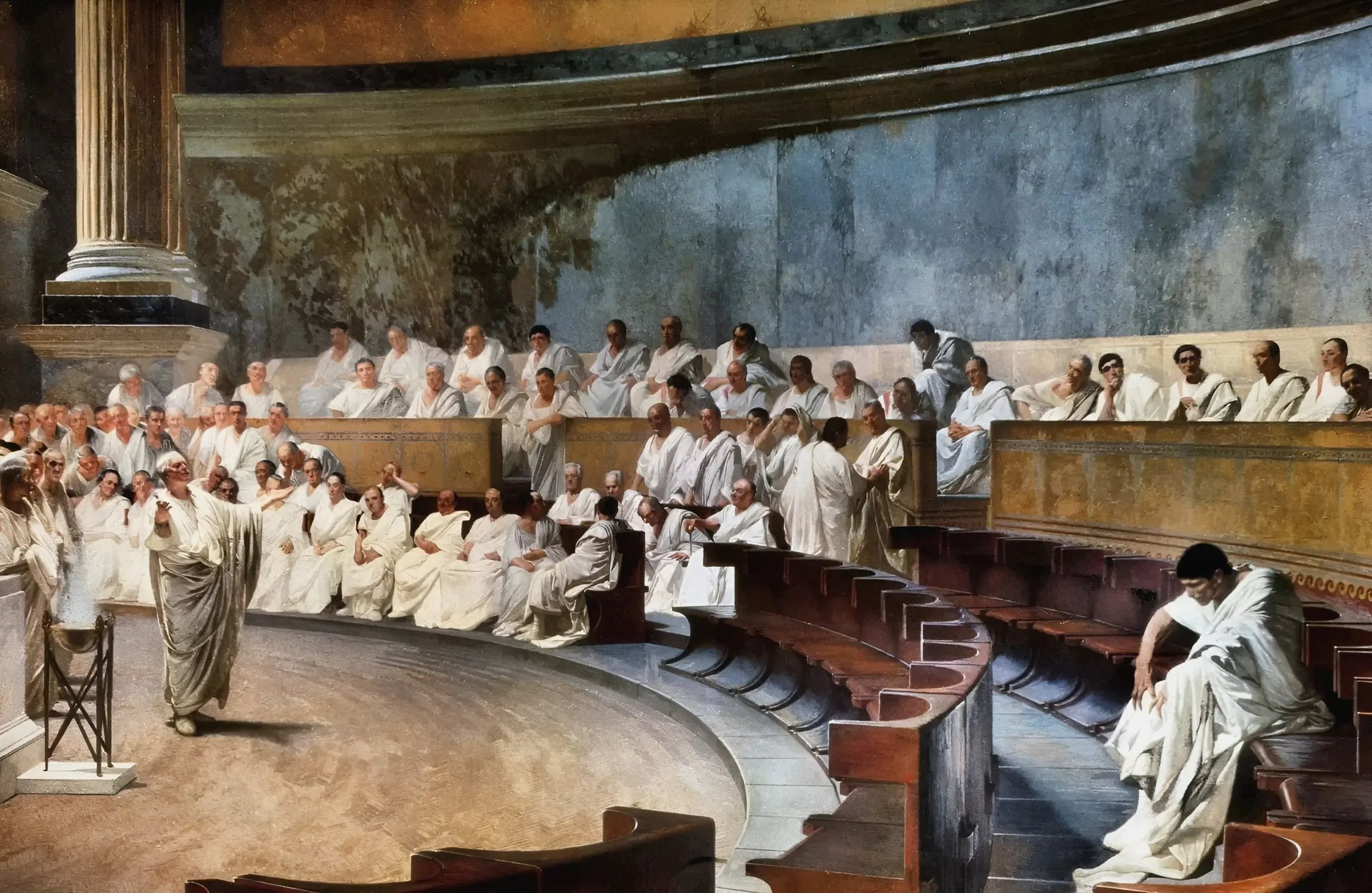
Cesare Maccari, Cicerone denuncia Catilina (1880). L'affresco, raffigurante una celebre seduta del Senato romano, è posto nella cosiddetta "Sala Maccari" di Palazzo Madama, sede del Senato della Repubblica

Per il primo comma dell'articolo 59 della Costituzione, diventano senatori di diritto e a vita i presidenti della Repubblica al termine del mandato e salvo rinuncia.
Inoltre, il secondo comma dello stesso articolo (modificato dalla Legge Costituzionale 1/2020) attribuisce al presidente della Repubblica la facoltà di nominare senatori a vita cittadini che abbiano reso lustro alla nazione per altissimi meriti nei campi sociale, scientifico, artistico e letterario e stabilisce che il numero dei senatori a vita di nomina presidenziale contemporaneamente in carica non può mai essere superiore a cinque.

## Diretta televisiva
La diretta televisiva di ogni seduta è garantita dalla Rai e dal canale satellitare Senato della Repubblica Tv, e il sito ufficiale istituzionale.

## Organi parlamentari

### Presidente

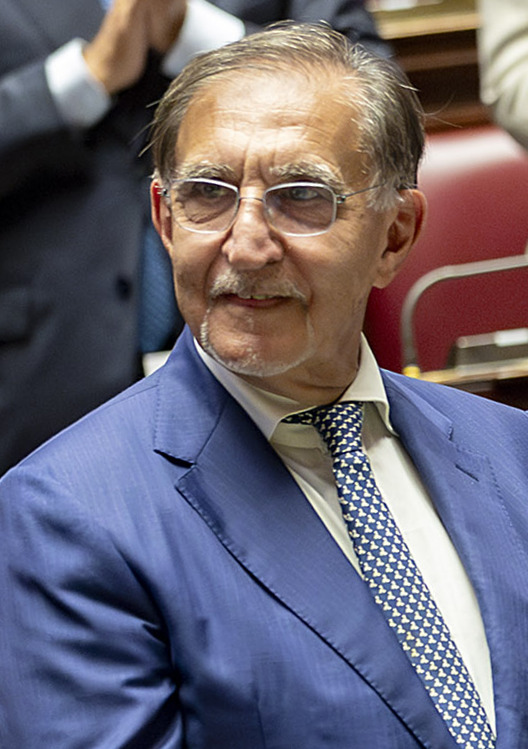
Ignazio La Russa, presidente del Senato durante la XIX legislatura (2022-).

Il Senato è presieduto dal suo Presidente, che lo rappresenta e adempie al compito di assolvere al suo corretto funzionamento regolando l'attività di tutti i suoi organi, attraverso l'applicazione delle norme costituzionali, del regolamento e della consuetudine parlamentare. In particolare, regola il dibattito nell'aula.
Quella di Presidente del Senato è la seconda carica della Repubblica per rilievo istituzionale. Segue cioè il solo Presidente della Repubblica (e precede il Presidente della Camera, il presidente del Consiglio e il presidente della Corte Costituzionale). In base all'articolo 86 della Costituzione, il Presidente del Senato esercita anche le funzioni di presidente supplente in sostituzione del Capo dello Stato in ogni caso in cui questi non possa svolgerle.

#### Elezione del Presidente
All'apertura di una nuova legislatura il Senato è presieduto dal componente anagraficamente più anziano che, coadiuvato con funzione di segretari dai sei senatori più giovani, dirige i lavori sino all'elezione del nuovo presidente.
L'elezione avviene a scrutinio segreto e può richiedere sino a quattro votazioni. Nella prima, il quorum richiesto per l'elezione è la maggioranza assoluta dei componenti del Senato (ossia più della metà dei suoi componenti, contando i 200 senatori elettivi e gli eventuali senatori a vita). Se necessario si procede a una seconda votazione con le medesime modalità della prima. Nell'eventuale terza votazione, che viene effettuata il giorno successivo, è richiesta la sola maggioranza semplice, calcolata in base ai presenti e conteggiando anche le schede bianche. Qualora non si riesca ancora a eleggere il presidente, si procede alla quarta e ultima votazione, di ballottaggio tra i due senatori più votati nel corso della terza: è eletto presidente chi riceve la maggioranza relativa dei voti; in caso di parità, prevale il più anziano anagraficamente.

### Consiglio di presidenza
Nella seduta successiva a quella dedicata all'elezione del Presidente, l'Assemblea procede all'elezione del Consiglio di Presidenza che costituisce il vertice amministrativo del Senato della Repubblica, composto attualmente da:
|  |                           | Ruolo           | Gruppo parlamentare                                     | Data di elezione |
|  | ------------------------- | --------------- | ------------------------------------------------------- | ---------------- |
|  | Ignazio La Russa          | Presidente      | Fratelli d'Italia                                       | 13 ottobre 2022  |
|  | Gian Marco Centinaio      | Vice Presidente | Lega per Salvini Premier - Partito Sardo d'Azione       | 19 ottobre 2022  |
|  | Licia Ronzulli            | Vice Presidente | Forza Italia                                            | 23 novembre 2023 |
|  | Anna Rossomando           | Vice Presidente | Partito Democratico - Italia Democratica e Progressista | 19 ottobre 2022  |
|  | Maria Domenica Castellone | Vice Presidente | Movimento 5 Stelle                                      | 19 ottobre 2022  |
|  | Gaetano Nastri            | Questore        | Fratelli d'Italia                                       | 19 ottobre 2022  |
|  | Antonio De Poli           | Questore        | CdI - NM - MAIE                                         | 19 ottobre 2022  |
|  | Marco Meloni              | Questore        | Partito Democratico - Italia Democratica e Progressista | 19 ottobre 2022  |
|  | Marco Silvestroni         | Segretario      | Fratelli d'Italia                                       | 19 ottobre 2022  |
|  | Gianpietro Maffoni        | Segretario      | Fratelli d'Italia                                       | 19 ottobre 2022  |
|  | Domenico Matera           | Segretario      | Fratelli d'Italia                                       | 13 maggio 2025   |
|  | Erika Stefani             | Segretario      | Lega per Salvini Premier - Partito Sardo d'Azione       | 19 ottobre 2022  |
|  | Andrea Paganella          | Segretario      | Lega per Salvini Premier - Partito Sardo d'Azione       | 19 ottobre 2022  |
|  | Elena Murelli             | Segretario      | Lega per Salvini Premier - Partito Sardo d'Azione       | 13 febbraio 2024 |
|  | Daniela Ternullo          | Segretario      | Forza Italia                                            | 16 febbraio 2023 |
|  | Valeria Valente           | Segretario      | Partito Democratico - Italia Democratica e Progressista | 19 ottobre 2022  |
|  | Marco Croatti             | Segretario      | Movimento 5 Stelle                                      | 19 ottobre 2022  |
|  | Pietro Lorefice           | Segretario      | Movimento 5 Stelle                                      | 19 ottobre 2022  |
|  | Daniela Sbrollini         | Segretario      | Italia Viva - Il Centro - Renew Europe                  | 13 febbraio 2024 |
|  | Marco Lombardo            | Segretario      | Misto (Azione-Renew Europe)                             | 28 novembre 2024 |
|  | Meinhard Durnwalder       | Segretario      | Per le Autonomie (SVP-Patt, Campobase, Sud Chiama Nord) | 16 febbraio 2023 |

#### 1 segretario generale (senza diritto di voto).
A differenza degli altri membri del Consiglio, che sono Senatori eletti dall'Assemblea, il segretario generale è un dirigente pubblico, che viene nominato dal Consiglio, attingendo al ruolo dei Consiglieri parlamentari di carriera cui si accede per concorso pubblico.
La composizione dei componenti eletti del Consiglio è fatta in modo di garantire la presenza di tutti i Gruppi parlamentari, compreso il Gruppo misto, e il rispetto dell'equilibrio tra maggioranza e opposizione.
Il Consiglio di Presidenza si avvale normalmente dell'attività istruttoria e propositiva del Collegio dei Questori, approva il progetto di bilancio del Senato, le variazioni degli stanziamenti e il conto consuntivo; approva il Regolamento dell'Archivio storico e della Biblioteca; delibera le sanzioni nei confronti dei Senatori; nomina il Segretario generale e i vice Segretari generali, su proposta del Presidente; vara i Regolamenti interni e adotta i provvedimenti relativi al personale nei casi previsti; esamina tutte le questioni che gli siano sottoposte dal Presidente.
Il Consiglio di Presidenza rimane in carica per l'intera legislatura fino alla prima riunione della successiva legislatura.

#### Vicepresidenti
I quattro Vice Presidenti sostituiscono a rotazione il Presidente nella direzione dei dibattiti e nelle mansioni di rappresentanza del Senato nelle cerimonie pubbliche.

#### Collegio dei questori
I tre senatori Questori sovrintendono collegialmente al buon andamento dell'Amministrazione, al cerimoniale, al mantenimento dell'ordine, alla sicurezza delle sedi del Senato e al bilancio del Senato, secondo le disposizioni del presidente.
I tre senatori Questori, secondo le disposizioni del Presidente, provvedono alla sicurezza delle sedi del Senato, ai servizi del Senato e al cerimoniale; predispongono il progetto di bilancio e il conto consuntivo del Senato; provvedono, anche singolarmente nei casi previsti dai regolamenti interni dell'Amministrazione interna, alla gestione dei fondi a disposizione del Senato.
Le materie attribuite alla competenza collegiale dei Questori sono discusse in sede di Collegio, una volta alla settimana di regola. Di ogni seduta viene redatto un verbale.
Il Collegio si avvale di una segreteria alla quale sovrintende il Segretario Generale coadiuvato da un consigliere parlamentare.
La segreteria del Collegio riceve le proposte di autorizzazione di spesa e gli altri atti che debbono essere sottoposti al Collegio, provvede anche a dare comunicazione delle delibere adottate ai servizi proponenti e al Servizio di ragioneria.

#### Segretari
Gli otto senatori Segretari coadiuvano il Presidente nei lavori dell'Assemblea dando lettura dei testi legislativi e di altri documenti che debbano essere comunicati all'Aula, facendo l'appello nominale, verificando i risultati delle votazioni e curando la redazione del verbale delle sedute pubbliche. Il loro numero può essere aumentato nei casi previsti dal Regolamento interno.

#### Segretario generale
La figura del Segretario Generale, è prevista dall'art. 166 del Regolamento interno del Senato, ove si legge: "Gli uffici del Senato dipendono dal Segretario generale, che ne risponde al Presidente".
Su proposta del Presidente del Senato, il Consiglio di presidenza nomina il Segretario generale, responsabile del segretariato generale dal quale dipendono l'amministrazione, gli uffici e i servizi del Senato.
Il Testo Unico delle norme regolamentari dell'Amministrazione ne precisa le funzioni: "Il Segretario Generale è il capo dell'Amministrazione; ne dirige l'attività e ne risponde al Presidente. Cura, secondo i principi di cui all'articolo 1, la realizzazione degli indirizzi stabiliti dai competenti organi del Senato ed emana le necessarie direttive". Inoltre, "sottopone alla firma del Presidente i decreti e tutti gli atti di competenza del Presidente stesso e vi appone, quando occorre, la propria firma; sovrintende alla conservazione degli atti e dei documenti del Senato. Riceve le proclamazioni, fatte dagli Uffici elettorali, dei Senatori eletti, coi documenti, le proteste ed i reclami relativi, nonché i documenti riguardanti la nomina dei Senatori non elettivi."
Il segretariato generale è organizzato nei seguenti uffici:
- ufficio degli affari generali
- ufficio per gli affari legali
- ufficio stampa e Internet
- ufficio organizzazione - Strategie dell'informatica
- ufficio per la valutazione dell'azione amministrativa
- ufficio per la prevenzione e la sicurezza sul lavoro
- ufficio di segreteria del Collegio dei Senatori Questori.

L'attuale Segretario generale del Senato, in carica dal 16 maggio 2024, è Federico Silvio Toniato.

### Conferenza dei Presidenti dei gruppi parlamentari
La Conferenza dei Presidenti dei Gruppi parlamentari è presieduta dal presidente del Senato, con la presenza dei Vice Presidenti del Senato, ed è composta dai presidenti dei gruppi parlamentari. Il governo è sempre informato delle riunioni della Conferenza per farvi intervenire un proprio rappresentante (art. 53, comma 3, del Regolamento interno). Ad essa compete la programmazione dei lavori (art. 53, comma 1).
Il Presidente del Senato sottopone alla Conferenza il programma e il calendario dei lavori dell'Assemblea. Questo reca il numero e la data delle singole sedute, con l'indicazione degli argomenti da trattare (art. 55, comma 2).
Per l'organizzazione della discussione degli argomenti iscritti nel calendario, la Conferenza può determinare il tempo complessivo da riservare a ciascun Gruppo e stabilire la data per la votazione finale (art. 55, comma 5).

### Gruppi parlamentari
I senatori si organizzano in gruppi parlamentari a seconda dello schieramento politico di appartenenza. È previsto un gruppo misto per quei senatori le cui formazioni non raggiungono la consistenza di almeno 10 membri e per i senatori non iscritti ad alcuna componente. I senatori rappresentanti le minoranze linguistiche possono costituire un Gruppo composto da almeno cinque iscritti. I senatori a vita, nell'autonomia della loro legittimazione, possono non entrare a far parte di alcun Gruppo.

### Assemblea
L'Assemblea è costituita da tutti i senatori riuniti in seduta a Palazzo Madama, che organizzano il proprio lavoro secondo un calendario costituito da ordini del giorno.

### Commissioni parlamentari
La commissione parlamentare è un organo collegiale costituito dai senatori previsto dall'articolo 72 della Costituzione, al quale vengono assegnati i disegni di legge prima che essi vengano discussi in sede parlamentare.
Attualmente operano le seguenti commissioni permanenti:
| Commissione | Presidente | Presidente                       | Vicepresidenti                           | Vicepresidenti                      |                             |                               |
| --- | ---------- | -------------------------------- | ---------------------------------------- | ----------------------------------- | --------------------------- | ----------------------------- |
| 1ª Affari costituzionali, affari della Presidenza del Consiglio e dell'Interno, ordinamento generale dello Stato e della Pubblica Amministrazione, editoria, digitalizzazione |            | Alberto Balboni (FdI)            |                                          | Paolo Tosato (LSP-PSd'Az)           |                             | Domenica Spinelli (FdI)       |
| 1ª Affari costituzionali, affari della Presidenza del Consiglio e dell'Interno, ordinamento generale dello Stato e della Pubblica Amministrazione, editoria, digitalizzazione |            | Alberto Balboni (FdI)            | Dario Parrini (PD-IDP)                   |                                     | Roberto Cataldi (M5S)       |                               |
| 2ª Giustizia |            | Giulia Bongiorno (LSP-PSd'Az)    |                                          | Sandro Sisler (FdI)                 |                             | Sergio Rastrelli (FdI)        |
| 2ª Giustizia |            | Giulia Bongiorno (LSP-PSd'Az)    | Ilaria Cucchi (Misto-AVS)                |                                     | Walter Verini (PD-IDP)      |                               |
| 3ª Affari esteri e Difesa |            | Stefania Craxi (FI-BP-PPE)       |                                          | Roberto Menia (FdI)                 |                             | Marco Dreosto (LSP-PSd'Az)    |
| 3ª Affari esteri e Difesa |            | Stefania Craxi (FI-BP-PPE)       | Ettore Licheri (M5S)                     |                                     | Luigi Spagnolli (Aut)       |                               |
| 4ª Politiche dell'Unione europea |            | Giulio Terzi di Sant'Agata (FdI) |                                          | Roberto Rosso (FI-BP-PPE)           |                             | Marco Scurria (FdI)           |
| 4ª Politiche dell'Unione europea |            | Giulio Terzi di Sant'Agata (FdI) | Gisella Naturale (M5S)                   |                                     | Rojc Tatjana (PD-IDP)       |                               |
| 5ª Programmazione economica, bilancio |            | Nicola Calandrini (FdI)          |                                          | Claudio Lotito (FI-BP-PPE)          |                             | Elena Testor (LSP-PSd'Az)     |
| 5ª Programmazione economica, bilancio |            | Nicola Calandrini (FdI)          | Antonio Misiani (PD-IDP)                 |                                     | Concetta Damante (M5S)      |                               |
| 6ª Finanze e tesoro |            | Massimo Garavaglia (LSP-PSd'Az)  |                                          | Filippo Melchiorre (FdI)            |                             | Francesca Tubetti (FdI)       |
| 6ª Finanze e tesoro |            | Massimo Garavaglia (LSP-PSd'Az)  | Pietro Patton (Aut. (SVP-Patt, Cb, SCN)) |                                     | Alberto Losacco (PD-IDP)    |                               |
| 7ª Cultura e patrimonio culturale, istruzione pubblica, ricerca scientifica, spettacolo e sport                                                                               |            | Roberto Marti (LSP-PSd'Az)       |                                          | Giulia Cosenza (FdI)                |                             | Mario Occhiuto (FI-BP-PPE)    |
| 7ª Cultura e patrimonio culturale, istruzione pubblica, ricerca scientifica, spettacolo e sport                                                                               |            | Roberto Marti (LSP-PSd'Az)       | Luca Pirondini (M5S)                     |                                     | Andrea Crisanti (PD-IDP)    |                               |
| 8ª Ambiente, transizione ecologica, energia, lavori pubblici, comunicazioni, innovazione tecnologica                                                                          |            | Claudio Fazzone (FI-BP-PPE)      |                                          | Gianni Rosa (FdI)                   |                             | Antonino Germanà (LSP-PSd'Az) |
| 8ª Ambiente, transizione ecologica, energia, lavori pubblici, comunicazioni, innovazione tecnologica                                                                          |            | Claudio Fazzone (FI-BP-PPE)      | Lorenzo Basso (PD-IDP)                   |                                     | Elena Sironi (M5S)          |                               |
| 9ª Industria, commercio, turismo, agricoltura e produzione agroalimentare |            | Luca De Carlo (FdI)              |                                          | Giorgio Maria Bergesio (LSP-PSd'Az) |                             | Dario Damiani (FI-BP-PPE)     |
| 9ª Industria, commercio, turismo, agricoltura e produzione agroalimentare |            | Luca De Carlo (FdI)              | Silvia Fregolent (IV-C-RE)               |                                     | Francesco Giacobbe (PD-IDP) |                               |
| 10ª Affari sociali, sanità, lavoro pubblico e privato, previdenza sociale |            | Francesco Zaffini (FdI)          |                                          | Maria Cristina Cantù (LSP-PSd'Az)   |                             | Elena Leonardi (FdI)          |
| 10ª Affari sociali, sanità, lavoro pubblico e privato, previdenza sociale |            | Francesco Zaffini (FdI)          | Orfeo Mazzella (M5S)                     |                                     | Ylenia Zambito (PD-IDP)     |                               |

### Commissioni bicamerali
Le Commissioni bicamerali sono commissioni parlamentari previste dalla legge e composte collegialmente da Senatori e da Deputati, nel rispetto del principio di proporzionalità; se previsto dalla legge, vi deve essere assicurata anche la rappresentanza di tutti i gruppi parlamentari. Vengono costituite solo quando sia necessario discutere un preciso tema di rilevante importanza.
Si possono distinguere in:
- commissioni direttamente previste dalla Costituzione o da leggi costituzionali
- commissioni d'indirizzo, vigilanza e controllo
- commissioni consultive, istituite con legge per l'esame di specifici atti del Governo

### Giunte
A differenza delle commissioni parlamentari, le giunte non svolgono attività legislativa, né attività di indirizzo e controllo sul Governo; esse svolgono la funzione di consulenza tecnico-giuridica. I componenti delle giunte sono nominati dal Presidente del Senato. Il criterio con cui vengono scelti i componenti non è quello della proporzionalità rispetto ai gruppi parlamentari, ma della rappresentatività, oltre che quello della competenza. Esse ricoprono un fondamentale ruolo di garanzia istituzionale.
Esistono tre giunte:
- giunta per il regolamento, composta da 14 senatori più il Presidente del Senato, svolge la funzione di consulenza, specialmente riguardo ad eventuali modifiche del regolamento, o circa eventuali interpretazioni da seguire.[35]
- giunta per le elezioni e le immunità parlamentari, formata da 23 senatori, essa si occupa di valutare la legittimità della richiesta di arresto, o altra limitazione della libertà personale dei senatori (perquisizione personale, o domiciliare, o ispezione, etc.), e di verificare la regolarità della elezione di ogni senatore, sia per quanto riguarda i voti ottenuti dal candidato, che in merito ad eventuali motivi di ineleggibilità o incompatibilità con il mandato senatoriale.[36]
  - giunta provvisoria per la verifica dei poteri, convocata appositamente dal Presidente del Senato è costituita da 7 dei Senatori, membri della Giunta delle elezioni del Senato della precedente legislatura presenti alla prima seduta della nuova legislatura, chiamati a proclamare eletti i senatori candidati che subentrano agli optanti per la Camera dei deputati o ai senatori dimissionari o decaduti.
- commissione per la biblioteca e per l'archivio storico, il cui compito è curare l'archivio e la Biblioteca del Senato.

### Organismi interni di garanzia
- Commissione contenziosa
- Consiglio di garanzia

## Riduzione del numero complessivo dei parlamentari
L'11 luglio 2019 il Senato e l'8 ottobre successivo la Camera hanno approvato la proposta di legge costituzionale recante "Modifiche agli articoli 56, 57 e 59 della Costituzione in materia di riduzione del numero dei parlamentari".
Non avendo ricevuto in seconda deliberazione la maggioranza dei due terzi in entrambe le Camere, è stato possibile che la legge fosse sottoposta ad approvazione mediante referendum costituzionale confermativo, richiesto infatti l'11 gennaio 2020 tramite quesito depositato in Cassazione da 71 senatori e deliberato il 23 gennaio successivo. Il voto, originariamente previsto per il 29 marzo 2020, ha subìto un rinvio al 20-21 settembre 2020 a causa delle misure di confinamento collegate alla pandemia di COVID-19. La riforma sottoposta a referendum è stata approvata con il 69,96% dei voti ed è divenuta legge costituzionale n. 1/2020.
A seguito dell'avvenuta approvazione per via referendaria della legge, a partire dalla XIX legislatura il numero dei senatori elettivi è passato da 315 a 200, di cui 196 eletti in Italia e 4 nella circoscrizione Estero.